# Microhylinae
De Microhylinae vormen een onderfamilie van kikkers uit de familie smalbekkikkers (Microhylidae). De groep werd voor het eerst wetenschappelijk beschreven door Albert Carl Lewis Gotthilf Günther in 1858. Oorspronkelijk werd de wetenschappelijke naam Hylaedactyli gebruikt.
Er zijn 84 soorten in zeven geslachten. De kikkers komen voor in oostelijk Azië; van India en Korea tot de Grote Soenda-eilanden.

## Taxonomie
Onderfamilie Microhylinae
- Geslacht Glyphoglossus
- Geslacht Kaloula
- Geslacht Metaphrynella
- Geslacht Microhyla
- Geslacht Micryletta
- Geslacht Phrynella
- Geslacht Uperodon

Adelastinae · 
Asterophryinae · 
Chaperininae · 
Cophylinae · 
Dyscophinae · 
Gastrophryninae · 
Hoplophryninae · 
Kalophryninae · 
Melanobatrachinae · 
Microhylinae · 
Otophryninae · 
Phrynomerinae · 
Scaphiophryninae